# Botriokocen C-metiltransferaza
Botriokocen C-metiltransferaza (EC 2.1.1.263, TMT-3) je enzim sa sistematskim imenom S-adenozil--metionin:botriokocen C-metiltransferaza. Ovaj enzim katalizuje sledeću hemijsku reakciju
2 -adenozil--metionin + 30 botriokocen {\displaystyle \rightleftharpoons } 2 S-adenozil--homocistein + 3,20-dimetil-1,2,21,22-tetradehidro-2,3,20,21-tetrahidrobotriokocen (sveukupna reakcija)
(1a) -adenozil--metionin + 30 botriokocen {\displaystyle \rightleftharpoons } -adenozil--homocistein + 3-metil-1,2-didehidro-2,3-dihidrobotriokocen
(1b) -adenozil--metionin + 3-metil-1,2-didehidro-2,3-dihidrobotriokocen {\displaystyle \rightleftharpoons } -adenozil--homocistein + 3,20-dimetil-1,2,21,22-tetradehidro-2,3,20,21-tetrahidrobotriokocen
(2a) -adenozil--metionin + 30 botriokocen {\displaystyle \rightleftharpoons } -adenozil--homocistein + 20-metil-21,22-didehidro-20,21-dihidrobotriokocen
(2b) -adenozil--metionin + 20-metil-21,22-didehidro-20,21-dihidrobotriokocen {\displaystyle \rightleftharpoons } -adenozil--homocistein + 3,20-dimetil-1,2,21,22-tetradehidro-2,3,20,21-tetrahidrobotriokocen
Ovaj enzim je izolovan iz zelene alge Botryococcus braunii BOT22.

## Literatura
- Nicholas C. Price; Lewis Stevens (1999). Fundamentals of Enzymology: The Cell and Molecular Biology of Catalytic Proteins (Third изд.). USA: Oxford University Press. ISBN 019850229X.
- Eric J. Toone (2006). Advances in Enzymology and Related Areas of Molecular Biology, Protein Evolution (Volume 75 изд.). Wiley-Interscience. ISBN 0471205036.
- Branden C; Tooze J. Introduction to Protein Structure. New York, NY: Garland Publishing. ISBN 0-8153-2305-0.
- Irwin H. Segel. Enzyme Kinetics: Behavior and Analysis of Rapid Equilibrium and Steady-State Enzyme Systems (Book 44 изд.). Wiley Classics Library. ISBN 0471303097.

## Spoljašnje veze
- Botryococcene+C-methyltransferase на 